# Косув (Пясечинський повіт)
Косув (пол. Kosów) — село в Польщі, у гміні Лешноволя Пясечинського повіту Мазовецького воєводства.
Населення — 267 осіб (2011).
У 1975-1998 роках село належало до Варшавського воєводства.

## Демографія
Демографічна структура станом на 31 березня 2011 року:
|          | Загалом | Допрацездатний вік | Працездатний вік | Постпрацездатний вік |
| -------- | ------- | ------------------ | ---------------- | -------------------- |
| Чоловіки | 138     | 36                 | 93               | 9                    |
| Жінки    | 129     | 29                 | 76               | 24                   |
| Разом    | 267     | 65                 | 169              | 33                   |